# Palazzo Sant'Agostino
Il palazzo Sant'Agostino (detto anche "palazzo della Provincia", perché vi ha sede l'amministrazione centrale della provincia di Salerno) si trova nel centro storico di Salerno, davanti al lungomare Trieste.

## Storia
Il palazzo prende il nome dal fatto che inizialmente era un monastero dedicato a Sant'Agostino. Nel 1309 ne fu iniziata l'edificazione su un terreno prospiciente il mare, dove vi era stata la piccola chiesa di Sant'Angelo a mare, dell'alto medioevo.
Con Napoleone il palazzo smise di essere religioso e venne ristrutturato da Gioacchino Murat, diventando un palazzo di due piani.
Dopo l'Unità d'Italia divenne sede della prefettura. Nel 1928 fu aggiunto un terzo piano ad esclusivo uso della provincia (i precedenti due piani rimasero sempre destinati alla prefettura). La Torre dell'orologio fu spostata all'angolo tra via Duomo e via Roma. La stessa facciata subì modifiche, con l'inserimento di due colonne nell'entrata. Negli anni del Fascismo, il palazzo ospitò il "Museo archeologico provinciale".
Nel 1943 il palazzo fu gravemente danneggiato dai bombardamenti alleati, perdendo un'ala (dove ora si trova piazza Sant'Agostino). Successivamente fu ristrutturato assumendo l'attuale aspetto negli anni cinquanta: da allora è destinato ad uso esclusivo degli uffici della provincia.

## Descrizione

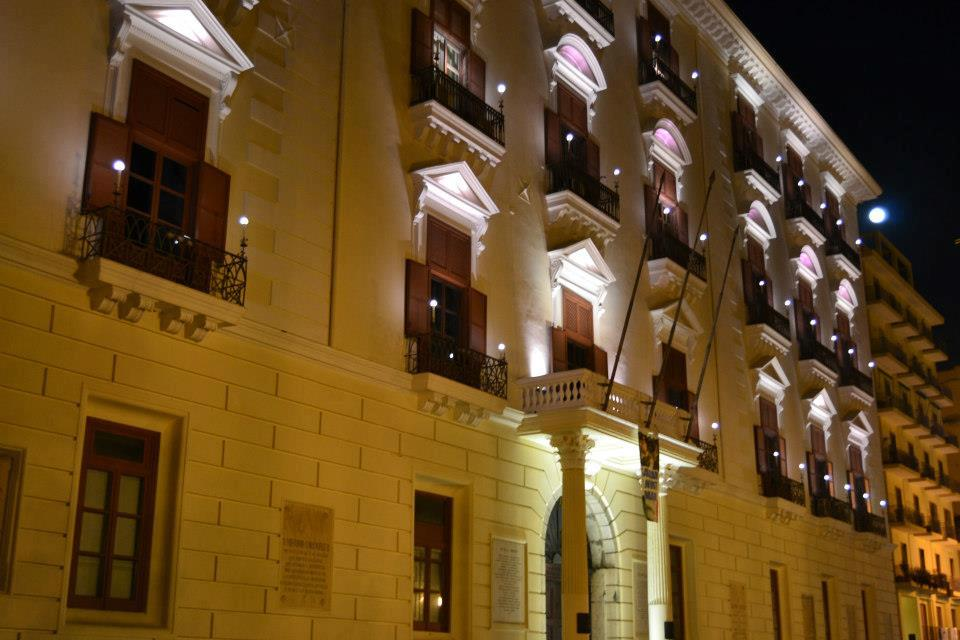
Palazzo Sant'Agostino visto da via Roma

Il palazzo ha una pianta rettangolare, con un androne e due piccoli cortili interni. Ha un grande salone per ricevimenti con pavimenti in marmo, mentre la facciata (in stile neoclassico ad opera di Giuliano de Fazio nel primo Ottocento), presenta un bugnato al piano terreno.
Dispone di quattro piani, per complessivi 24 metri d'altezza. Lateralmente, sul lato nord, ha una torre con orologio rivolto verso la piazza Cavour del lungomare di Salerno.
All'interno del palazzo vi è il "salone di rappresentanza", dedicato a Girolamo Bottiglieri (che fu il primo presidente della provincia di Salerno nel 1861) e dominato dal quadro di Giuseppe De Mattia raffigurante Costantino l'Africano mentre viene presentato alla famiglia di Roberto il Guiscardo. L'"aula consiliare" ha un pavimento in cotto e maiolica, opera del maestro Giancappetti, che raffigura lo stemma della provincia.
La chiesa di Sant'Agostino è collocata sul lato occidentale del palazzo, con ingresso dalla piazza Sant'Agostino. È stata pesantemente rimaneggiata, dopo la soppressione del convento voluta da Murat, con l'abbattimento della cupola da cui è stata ricavata l'attuale sacrestia.